# Грег Кужник
Грег Кужник (словен. Greg Kužnik; 12 червня 1978, м. Прінс-Джордж, Канада) — словенський хокеїст, захисник. 
Виступав за «Сієтл Тандербердс», «Цинциннаті Сайклонс», «Флорида Еверблейдс», «Дейтон Бомберс», «Кароліна Гаррікейнс», «Лоуелл-Лок Монстерс», «Файв Флаєрс», ХК «Фасса», «Олімпія» (Любляна), ХК «Понтебба», ХК «Філлахер».
В чемпіонатах НХЛ — 1 матч (0+0).
У складі національної збірної Словенії учасник чемпіонатів світу 2010 (дивізіон I) і 2011.